# 11:59
11:59 è il secondo album in studio, e complessivamente il terzo album, del cantautore statunitense Ryan Star.

## Tracce
1. Brand New Day
2. Right Now
3. Last Train Home
4. Breathe
5. We Might Fall
6. This Could Be The Year
7. Unbreak
8. Start a Fire
9. Losing Your Memory
10. 11:59

La versione deluxe di iTunes include in aggiunta tre tracce bonus, tre video musicali e un digital booklet.
1. You and Me (bonus track)
2. Gonna Make it Right (bonus track)
3. Back of Your Car (bonus track)
4. Right Now (videoclip)
5. Breathe (videoclip)
6. Last Train Home (videoclip)